# Chinzig Chulm
Der Chinzig Chulm (hochdeutsch auch als Kinzigpass bezeichnet) ist ein Saumpfad in der Schweiz. Er verbindet über eine Höhe von 2073 m ü. M. das Urner Schächental mit dem Hürital, einem Seitental des Muotatals im Kanton Schwyz. Von Bürglen im Schächental bis Biel verkehrt eine Luftseilbahn.

## Geschichte
Als historisch wird eine Überquerung des Passes durch den russischen General Suworow mit seiner Armee (etwa 21.000 Mann) am 26. September 1799 bezeichnet, die zwei Tage in Anspruch nahm. Am Pass befindet sich neben einer Schutzhütte auch die höchstgelegene Kapelle des Kantons Uri. Sie wurde 1924 erbaut und vom Urner Maler Heinrich Danioth innen ausgemalt.

## Erschliessung
Der weiss-rot-weiss markierte Bergwanderweg ist Teil einer Etappe der regionalen Wanderroute 55 ViaSuworow von SchweizMobil. Ausgangsorte für Wanderungen über den Pass sind der Weiler Witerschwanden in Spiringen oder die Luftseilbahn-Bergstation Biel auf der Südseite sowie Muotathal auf der Nordseite.
Zusätzlich zum Bergwanderweg führt seit 2013 eine mit Motorfahrzeugen befahrbare Alpstrasse über das rund einen Kilometer südöstlich gelegene Geissgrätli (2116 m ü. M.). Diese Naturstrasse ist Teil der lokalen Bikeroute 417 Chinzig Bike von SchweizMobil.